# Reudigni
I Reudigni furono una tribù germanica dedita al culto di Nerthus, citata da Tacito nel De origine et situ Germanorum.

## Etnonimo
Schütte ipotizza che il nome potrebbe essere letto Rendingi o Randingi, e che sarebbero gli stessi Rondings citati nel Widsith. Sempre secondo Schütte hanno dato il nome a Randers e Randsfjorden, in Danimarca.

## Storia
Non si conosce molto di loro, ma potrebbero avere abitato la Danimarca prima dell'arrivo dei Daner citati da Giordane.
Tacito li descrisse come una tribù difesa da fiumi e foreste, che adorava Nerthus:
(Tacito, De origine et situ Germanorum, XL, 1.)